# Улица Парижской Коммуны (Казань)
Улица Парижской Коммуны  (тат. Париж Коммунасы урамы) — улица в Вахитовском районе Казани. Названа в честь Парижской коммуны — революционного правительства Парижа в 1871 году.

## География
Начинаясь от Батуринского моста через Булак, пересекает улицы Лево-Булачную, Московскую, Габдуллы Тукая и заканчивается пересечением с улицей Нариманова. Ближайшие параллельные улицы: Татарстан и Тази Гиззата.

## Административная принадлежность
В дореволюционное время и первые годы советской власти административно относилась к 2-й части города; после введения в городе административных районов относилась к Сталинскому (с 1956 года Приволжскому, 1935–1973), Бауманскому (1973–1994) и Вахитовскому (с 1994 года) районам.

## История
Местность, занятая улицей была заселена не позднее XVIII века; на начало второй четверти этого века в начальной части современной улицы ей примерно соответствовала «дорегулярная» улица под названием Рязановский переулок; в месте пересечения с современными улицам Московская и Столбова находились мечеть и мусульманское кладбище при ней. Сама улица возникла в конце XVIII — начале XIX века, после того, как город стали застраивать по регулярному плану и первоначально имела несколько параллельно существующих названий: Татарская, Поперечно-Сенная, Сенная; позднее за улицей закрепилось последнее название.
В конце XIX — начале XX веков на улице располагались Сенной базар и некоторые другие торговые заведения, а также типография Каримовых.
В 1914 году постановлением Казанской городской думы улицы была объединена с Университетской улицей, однако фактически это не произошло. Современное название было присвоено улице в 1938 году.
На 1939 год на улице имелось около 35 домовладений: №№ 1–27/42, 31–33, и 37/71 по нечётной стороне и №№ 2/60–4, 8–10/72, 14–28/69 по чётной.
В конце XX — начале XXI века значительная часть домов улицы была расселена либо снесена, в результате чего улица стала практически нежилой.

## Примечательные объекты
- № 4 — жилой дом речного порта (1954 год).[21]
- № 8/35 — лавки Сенного базара (вторая половина XIX века).[22]
- № 9 (снесён) — дом Г. А. Усманова (1877, архитектор П. И. Романов).[22]
- № 10/72 — доходный дом Апакова-Шамиля-Галеева.
- № 13/57 — дом Г. И. Ибрагимова (вторая половина XIX века).[22]
- № 15/74 — мечеть «Нурулла».
- № 15 — дом З. Мухаметова (вторая половина XIX века).[22]
- № 16 (снесён) — жилой дом с торговыми лавками (вторая половина XIX века).[22]
- № 17 — здание магазина Утягановых (1915).[22]
- № 18 (снесён) — дом С. Г. Бигаева (первая половина XIX века).[22]
- № 19 (снесён) — дом Ш. М. Мусина (1880, архитектор П. И. Романов).[22]
- № 20/37 — здание типографии Каримовых.[22]
- № 21 (снесён) — дом М. С. Азметьева (середина XIX века).[22]
- № 22/40 — Галеевская мечеть.
- № 23 — дом М. Субаева (конец XIX века).[22]
- № 24 — дом Г. Г. Мусина (вторая половина XIX века).[22]
- № 25/39 — здание межвузовского вычислительного центра (1968, архитектор М. Х. Агишев).[23]
- № 28 (снесён) — дом А. С. Галикеева (вторая половина XIX века).[22]
- № 35 — дом М. Хусаинова (вторая половина XIX века), в котором в 1885–1902 годах жил Каюм Насыри.[22] В 2002 году в этом доме открылся посвящённый ему музей[тат.]; установлена мемориальная доска.[22][24]

## Известные жители
- На улице проживали: татарский просветитель Каюм Насыри (дом № 35), композитор Рустем Яхин (№ 19), начальник Казанского речного порта Пётр Подъячев[тат.] (№ 4).[25][26]